# Кароліна Шеллінг

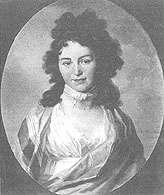
Кароліна Бемер-Шлегель-Шеллінг

Кароліна Шеллінг, народжена Міхаеліс, овдовіла Бемер, розлучена з Шлегелем (2 вересня 1763 — 7 вересня 1809) — німецька інтелектуалка, письменниця і перекладачка. Вона була однією з так званих Universitätsmamsellen (досл. університетських панночок), групи з п'яти академічно активних жінок у XVIII і XIX століттях, дочок професорів Геттінгенського університету, разом із Метою Форкель-Лібескінд, Терезою Губер, Філіппіною Енгельгард і Доротеєю Шлецер.

## Біографія
Кароліна Міхаеліс народилася в Геттінгені в 1763 році як дочка сходознавця Йоганна Давида Міхаеліса (1717—1791), який викладав у прогресивному Геттінгенському університеті. Здобувала освіту у приватних викладачів і у батька. У 1784 році вийшла заміж Йоганна Франца Вільгельма Бемера (1754—1788), окружного медичного офіцера і сина Георга Людвіга Бемера (1715—1797), який був адвокатом і професором права. Подружжя переїхало до Клаусталя в Гарці. Після смерті чоловіка в 1788 році Кароліна намагалася жити фінансово незалежно. Разом з єдиною дочкою, що вижила, вона переїхала до Геттінгена, потім до Марбурга, а в 1792 році оселилася в Майнці.
У Майнці Кароліна приєдналася до інтелектуального кола навколо Георга Форстера, який одружився з її подругою дитинства Терезою Губер. Форстер був дослідником, журналістом і революціонером. У часи окупації Майнца французами під час Французьких революційних воєн, вона переїхала в будинок Форстера. Майнц був проголошений республікою, що приєдналася до Франції (див. Республіка Майнц). Але коли 22 липня 1793 року прусські війська знову захопили Майнц, Кароліна за свої політичні погляди потрапила до в'язниці. Вона була вагітна і попросила допомоги у друзів і родини. Її звільнили, а Август Шлегель організував для неї пологи під вигаданим іменем у Луцці поблизу Лейпцига.
Кароліна і Август Шлегель одружилися в 1796 році, тоді Кароліна переїхала до Єни, де її другий чоловік отримав професорську посаду. Їхній дім став місцем зустрічі молодої літературної та інтелектуальної еліти, яка пізніше була пов'язана з німецьким романтизмом. Переїхав до Єни і брат Августа Фрідріх Шлегель разом з дружиною Доротеєю Файт. Дім Шлегелів став центром єнського романтизму. Кароліна брала активну участь у літературних проєктах свого чоловіка та його брата. Їй приписують авторство багатьох із 300 рецензій, опублікованих її чоловіком у Jena «Allgemeine Literaturzeitung» між 1796 і 1799 роками.
У 1803 році вона розлучилася зі Шлегелем і вийшла заміж за молодого філософа Фрідріха Вільгельма Йозефа Шеллінга. Її новий чоловік був у центрі романтичної натурфілософії. Подружжя переїхало до Вюрцбурга, але було зацьковане плітками. У 1806 році вони переїхали до Мюнхена, де Фрідріх Шеллінг отримав професорську посаду і був відзначений за свою роботу.
Між 1805 і 1807 роками Кароліна Шеллінг опублікувала кілька рецензій від свого імені та допомагала своєму чоловікові в його рецензіях, які сформували романтичну літературу й літературний смак. Вона також вела велике листування з багатьма романтиками. Деякий час страждала від слабкого здоров'я, 1809 року померла від дизентерії.